# Arctodiaptomus novosibiricus
Arctodiaptomus novosibiricus är en kräftdjursart som beskrevs av Andreas Kiefer 1971. Arctodiaptomus novosibiricus ingår i släktet Arctodiaptomus och familjen Diaptomidae. Inga underarter finns listade i Catalogue of Life.